# Poranopsis
Poranopsis,  biljni rod iz porodice slakovki smješten u tribus Cardiochlamydeae, dio potporodice Convolvuloideae. Pripada mu tri vrste lijana raširenih od Pakistana na istok do Kine i Inokine
Rod je opisan u Candollea 14: 26. 1953.

## Vrste
1. Poranopsis discifera (C.K.Schneid.) Staples
2. Poranopsis paniculata (Roxb.) Roberty
3. Poranopsis sinensis (Hand.-Mazz.) Staples